# Daphne caucasica
Daphne caucasica är en tibastväxtart. Daphne caucasica ingår i släktet tibaster, och familjen tibastväxter.

## Underarter
Arten delas in i följande underarter:
- D. c. axilliflora
- D. c. caucasica

## Bildgalleri

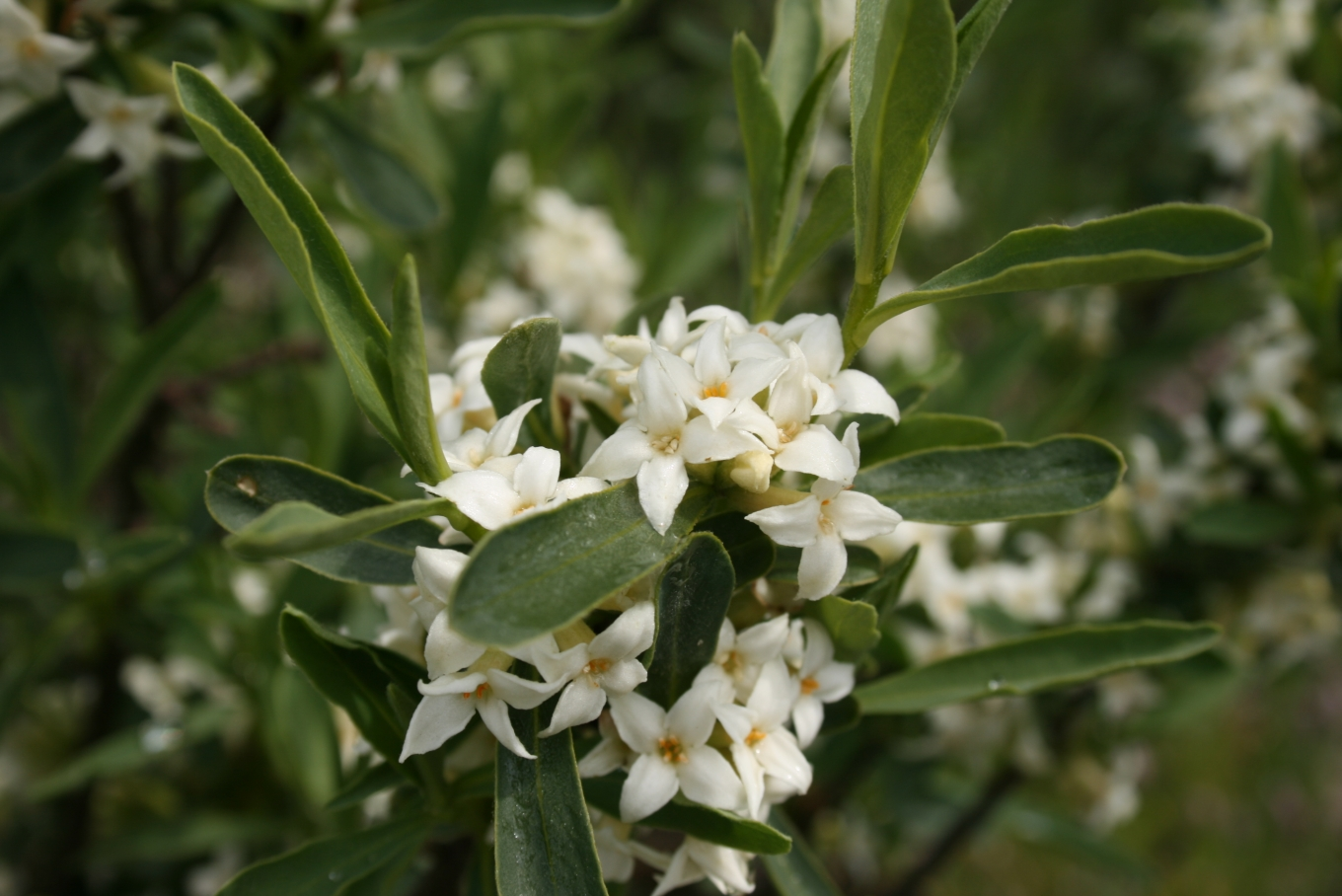
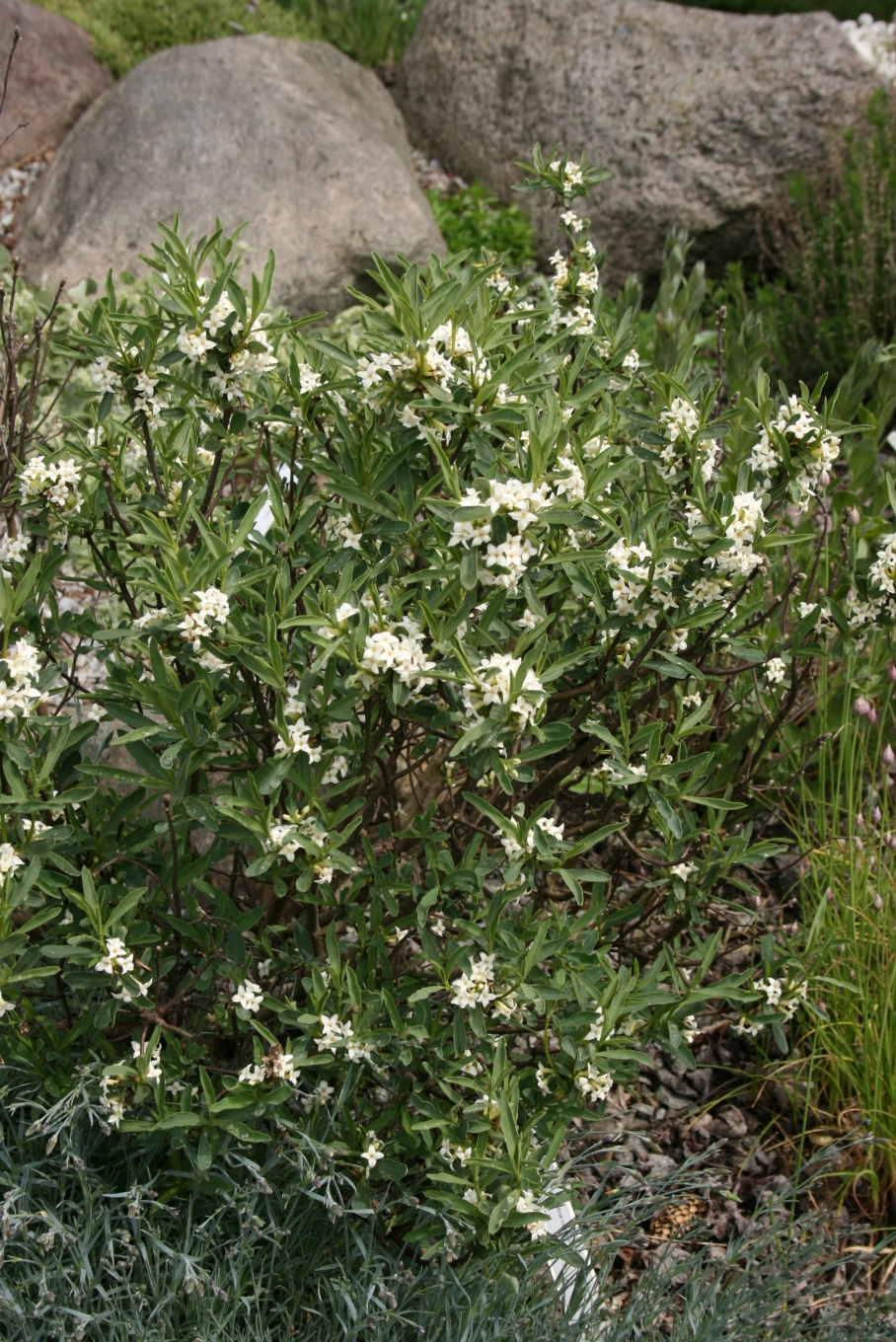
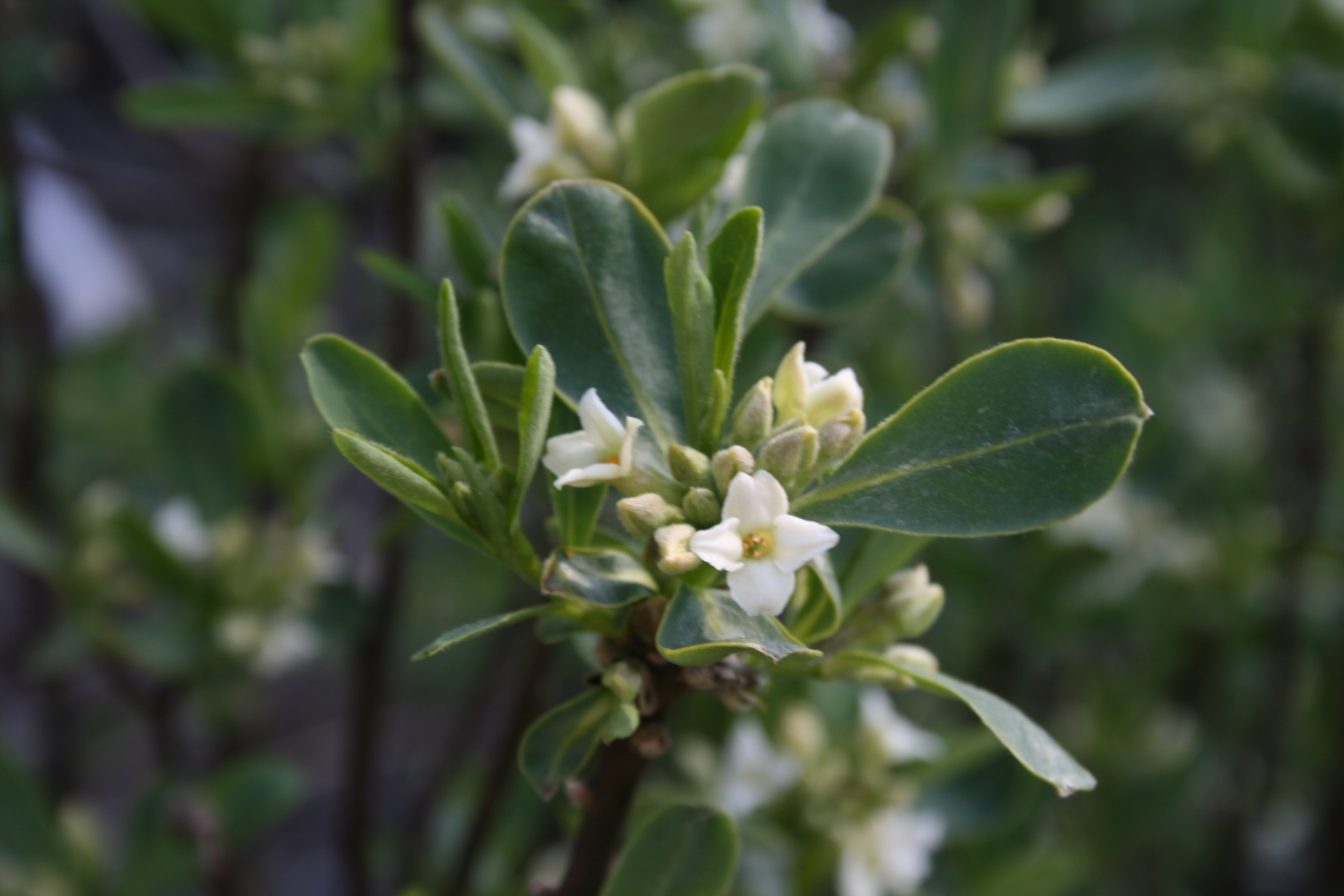